# Owalniki
Owalniki (Omophroninae) – podrodzina chrząszczy z podrzędu drapieżnych i rodziny biegaczowatych. Obejmuje około 80 opisanych gatunków. Zamieszkują głównie półkulę północną, tylko w Afryce docierając na półkulę południową. Zasiedlają pobrzeża wód.

## Morfologia

### Owady dorosłe

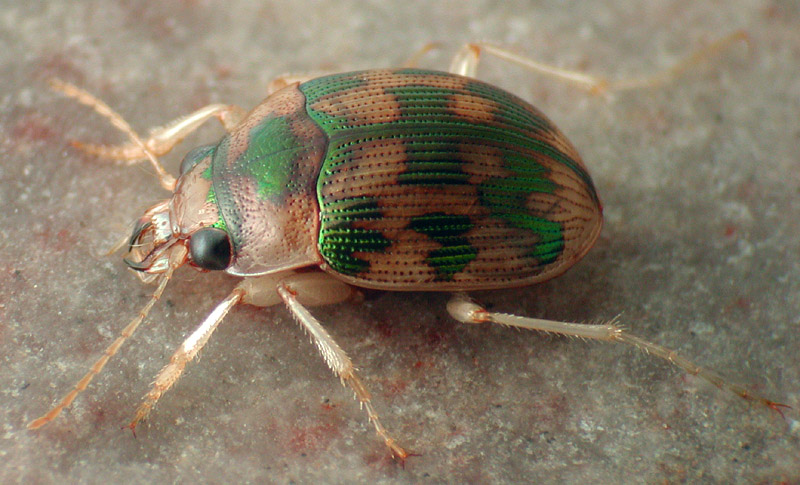
Omophron tessellatum

Chrząszcze o niewielkim, w zarysie owalnym lub okrągłym, w wierzchu wypukłym ciele. Ubarwienie mają żółtawe z metalicznie zielonymi lub brązowymi znakami. Głowa jest krótka, wyraźnie poprzeczna, zaopatrzona w jedenastoczłonowe czułki. Tarczka jest niewidoczna od zewnątrz, zakryta tylnym płatem przedplecza. Na pokrywach występują rzędy dodatkowe. Przedpiersie ma bardzo szeroki wyrostek międzybiodrowy, całkowicie zasłaniający śródpiersie. Panewki bioder przedniej pary są zamknięte od strony zewnętrznej. Odnóża przedniej pary mają na goleniach ostrogę służącą kopaniu w podłożu.

### Larwy
Larwy są typu kampodeowego z modyfikacjami do kopania w podłożu. Prognatyczna głowa jest w widoku bocznym wyraźnie klinowata. Nasale jest silnie wykształcone, duże, trójkątnego kształtu. Charakterystyczne dla podrodziny są sterczące ku górze z ostatnim, czwartym członem skierowanym bocznie. Żuwaczki odznaczają się dużym, dwuzębnym retynakulum. Przedplecze, jak i cały przedtułów są powiększone. Odnóża uzbrojone są w liczne kolce. Odwłok zbudowany jest z dziesięciu segmentów i zaopatrzony w długie urogomfy. Stadia larwalne oprócz pierwszego charakteryzują się segmentami odwłoka od pierwszego do ósmego zaopatrzonymi w wyraźne, utworzone przez oszczecinione epipleuryty wyrostki boczne.

## Ekologia i występowanie

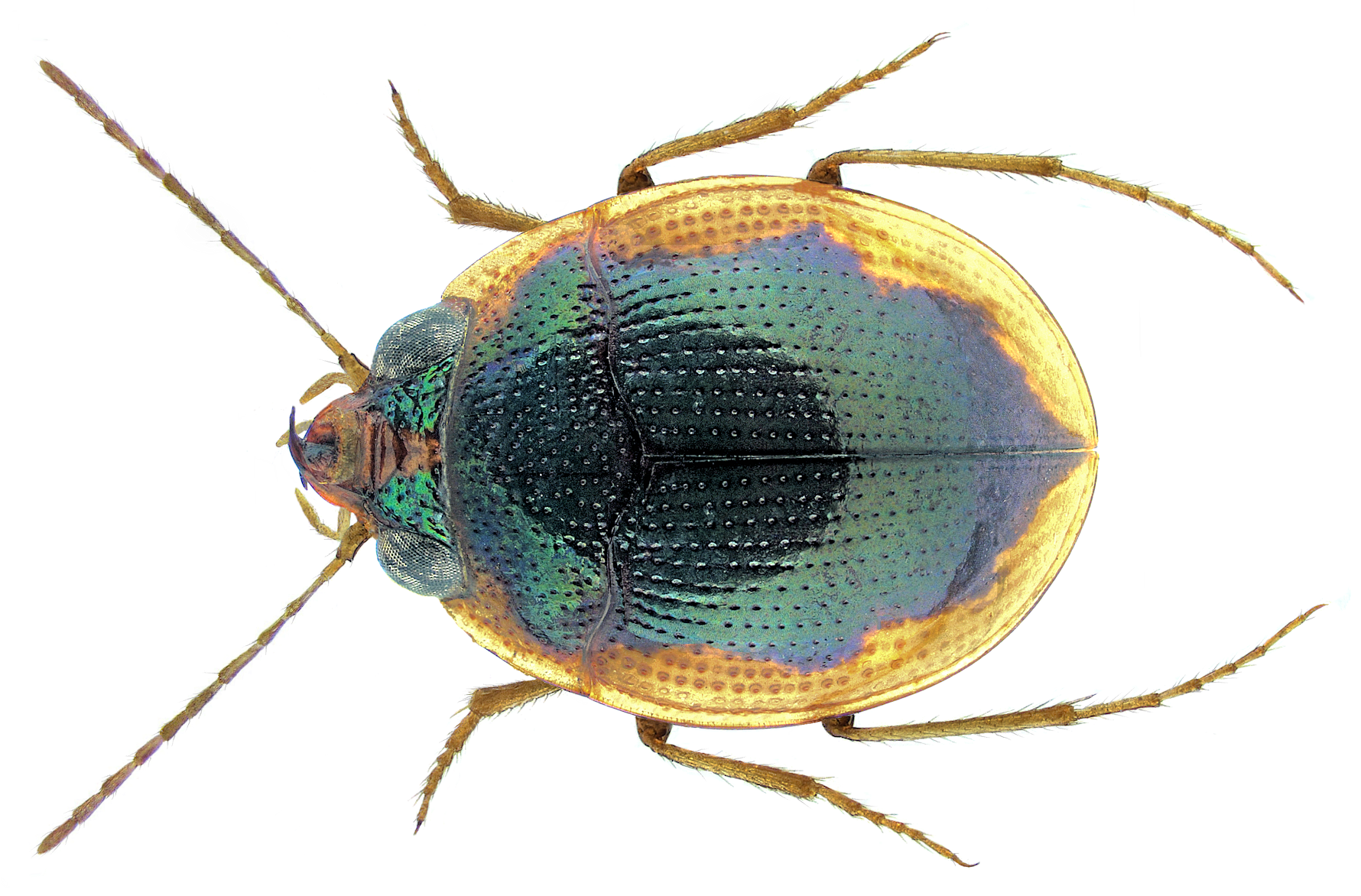
Omophron brettinghamae

Owady te zasiedlają pobrzeża wód słodkich i słonych, najczęściej jezior, stawów i bajor. Larwy wykopują w piaszczystym lub gliniastym podłożu norki, w których kryją się za dnia. Nocą opuszczają je, by polować na niewielkie bezkręgowce. U wymarłego Cretomophron larwy miały odnóża zaopatrzone w dłuższe i kolcowate szczecinki, co wskazywać może na ich przystosowanie do kopania na plażach o drobniejszym piasku. Osobniki dorosłe dzień spędzają zagrzebane w podłożu lub schowane pod kamieniami. Kryjówki celem polowania opuszczają o zmierzchu. Uciekają z nich także w razie zalania lub wyczucia drgań podłoża.
Przedstawiciele podrodziny występują w całej Nearktyce i Palearktyce, na północ sięgając do koła podbiegunowego. W Palearktyce występuje 11 gatunków. W Europie Środkowej, w tym w Polsce występuje tylko owalnik nadwodny. W krainie etiopskiej znani są z Afryki Południowej i Madagaskaru. W krainie orientalnej sięgają Malezji i Filipin. W krainie neotropikalnej na południe docierają tylko do Gwatemali i Haiti. Brak jest owalników w Ameryce Południowej i Australii.

## Taksonomia

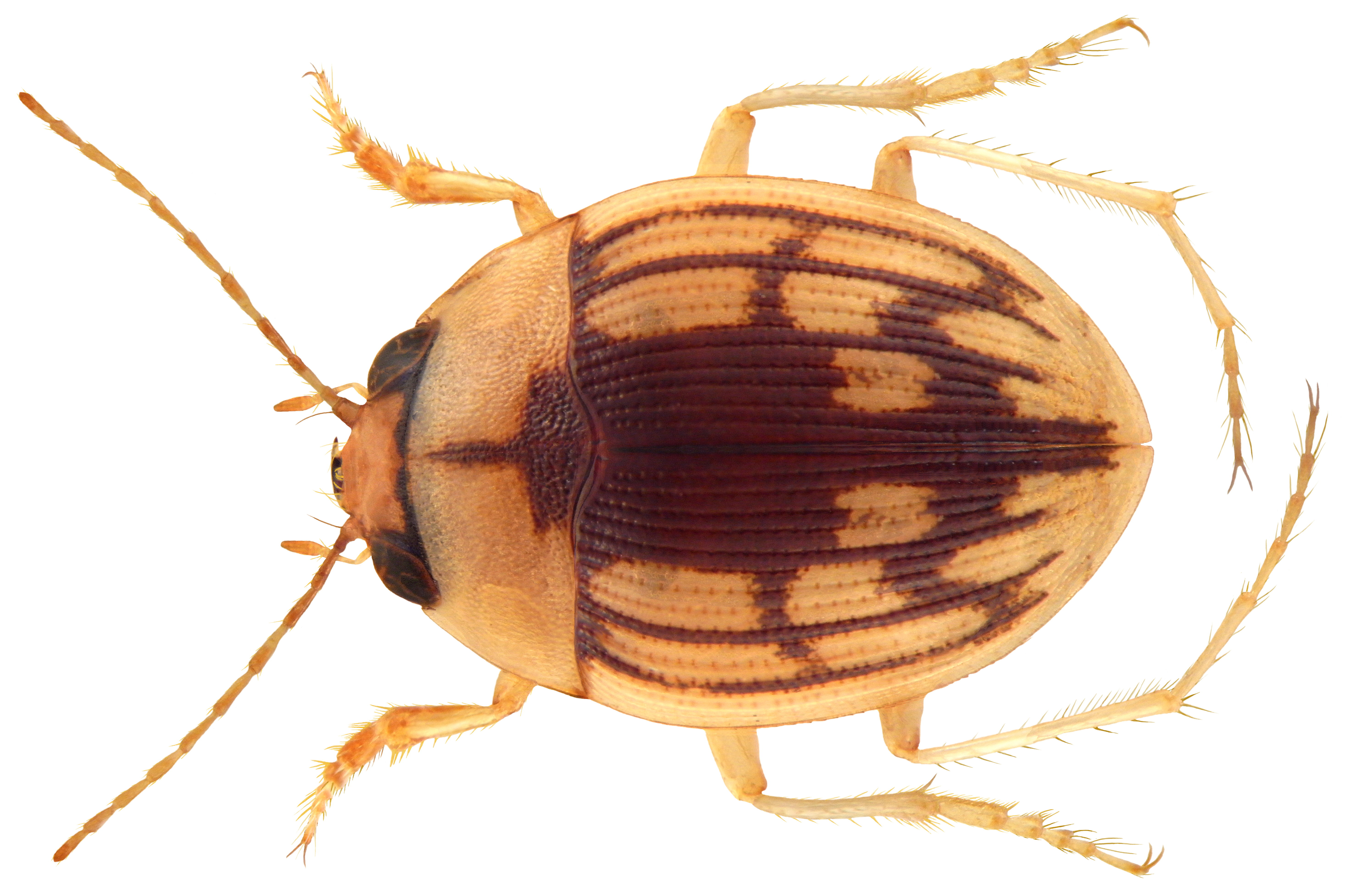
Omophron interruptum

Takson ten wprowadzony został w 1810 roku przez Franca Andreę Bonelliego na łamach „Mémoires de l’Academie des Sciences de Turin”. Bywał traktowany w randze plemienia Omophronini. Obejmuje dwa rodzaje:
- †Cretomophron Rosova, Prokop et Beutel, 2023
- Omophron Latreille, 1802 – owalnik

Pierwszy z wymienionych znany jest tylko z inkluzji larwy w bursztynie birmańskim, datowanej na przełom albu i cenomanu. Drugi jest jedynym rodzajem współczesnym i obejmuje około 80 opisanych gatunków.